# La Puye
La Puye ist eine französische Gemeinde mit 604 Einwohnern (Stand 1. Januar 2022) im Département Vienne in der Region Nouvelle-Aquitaine (vor 2016 Poitou-Charentes); sie gehört zum Arrondissement Poitiers und zum Kanton Montmorillon (bis 2015 Pleumartin). Die Einwohner werden Podiens genannt.

## Geographie
La Puye liegt etwa 25 Kilometer südöstlich von Châtellerault und etwa 31 Kilometer ostnordöstlich von Poitiers. Umgeben wird La Puye von den Nachbargemeinden Archigny im Norden und Westen, Saint-Pierre-de-Maillé im Osten und Nordosten, La Bussière im Osten, Paizay-le-Sec im Süden, Lauthiers im Südwesten sowie Sainte-Radégonde im Westen und Südwesten.

## Bevölkerungsentwicklung
| Jahr                      | 1962 | 1968 | 1975 | 1982 | 1990 | 1999 | 2006 | 2013 |
| Einwohner                 | 813  | 770  | 730  | 659  | 599  | 577  | 581  | 611  |
| Quelle: Cassini und INSEE |      |      |      |      |      |      |      |      |

## Sehenswürdigkeiten

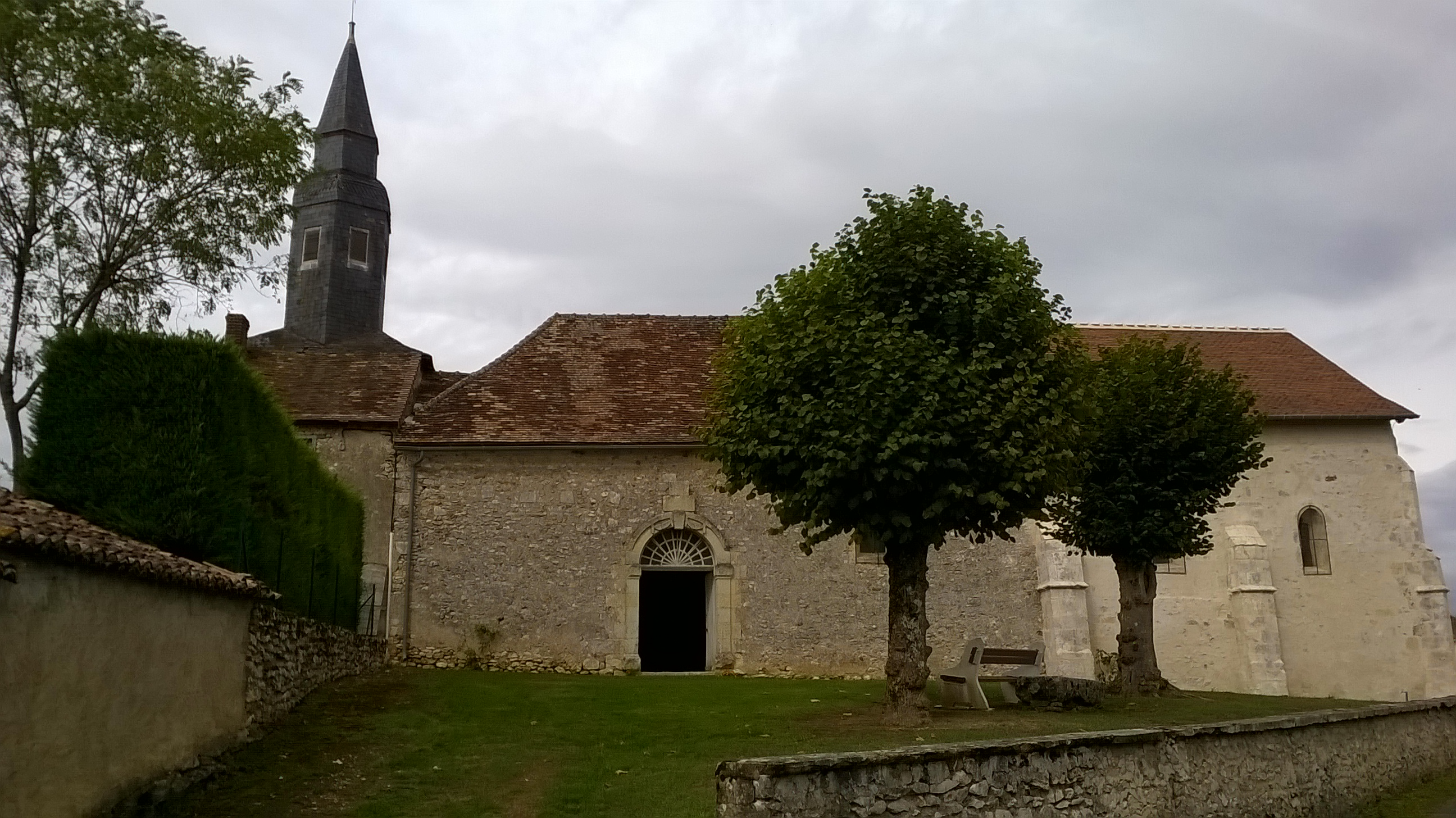
Kirche Saint-Hilaire

- Kirche Saint-Hilaire in Cenan aus dem 11. Jahrhundert, seit 2002 Monument historique
- Konventskapelle aus dem 19. Jahrhundert